# مهرجان بيروت الدولي لسينما المرأة
مهرجان بيروت الدولي لسينما المرأة هو مهرجان سنوي يُقام في مدينة بيروت بلبنان، ويعرض أفلامًا من إنتاج نساء أو تتمحور حول قضايا المرأة، ويتناول القضايا التي تؤثر بشكل خاص على النساء، بما في ذلك المساواة بين الجنسين والهوية الجنسية والعنف الأسري وقصص نجاح النماذج النسائية في المجتمع.

## لمحة تاريخية
تأسس مهرجان بيروت الدولي لسينما المرأة في عام 2016 على يد المنتج اللبناني سام لحود تحت شعار «نساء من أجل التغيير» بهدف تمكين المرأة. ومنذ ذلك الحين، تتولى مجتمع بيروت السينمائي تنظيم المهرجان بشكل سنوي، وهي منظمة غير حكومية. ويتألف شعار المهرجان من رمز الإلهة الفينيقية تانيث، وهي الإلهة الأنثى التي انتشرت عبادتها قديمًا في منطقة حوض البحر الأبيض المتوسط، والتي ترمز إلى الخصوبة وقوة الحياة، وتكون جائزة المهرجان الرئيسية عبارة عن مجسم ذهبي يُمثل تانيث بيروت.

## الجوائز
تتنافس الأفلام المُشاركة في مهرجان بيروت الدولي لسينما المرأة في مسابقتين، تقتصر إحداهما على الأفلام اللبنانية فقط، على حين تكون الأخرى مُسابقة دولية، وتُمنح في كُلّ مسابقة الجوائز التالية:
| المسابقة                 | الجوائز                                     |
| ------------------------ | ------------------------------------------- |
| مسابقة الأفلام اللبنانية | جائزة أفضل فيلم لبناني طويل                 |
| مسابقة الأفلام اللبنانية | جائزة أفضل فيلم وثائقي لبناني طويل          |
| مسابقة الأفلام اللبنانية | جائزة أفضل فيلم لبناني قصير                 |
| مسابقة الأفلام اللبنانية | جائزة أفضل فيلم وثائقي لبناني قصير          |
| مسابقة الأفلام اللبنانية | جائزة أفضل فيلم رسوم متحركة لبناني          |
| المسابقة الدولية         | جائزة أفضل فيلم روائي طويل ناطق بلغة أجنبية |
| المسابقة الدولية         | جائزة أفضل فيلم وثائقي طويل                 |
| المسابقة الدولية         | جائزة أفضل فيلم قصير                        |
| المسابقة الدولية         | جائزة أفضل فيلم وثائقي قصير                 |
| المسابقة الدولية         | جائزة أفضل فيلم رسوم متحركة قصير            |
| المسابقة الدولية         | جائزة أفضل فيلم رسوم متحركة طويل            |
| المسابقة الدولية         | جائزة أفضل مخرجة أنثى                       |
| المسابقة الدولية         | جائزة أفضل مصورة سينمائية                   |
| المسابقة الدولية         | جائزة أفضل ممثلة                            |

كما يُكرم المهرجان سنويًّا أيضًا شخصية نسائية برزت في السينما أو الدراما العربية خلال العام، وكان من بين أشهر الشخصيات التي حظيت بتكريم المهرجان الممثلة المصرية إلهام شاهين، والممثلة اللبنانية وأستاذة الدراما تقلا شمعون وإيميه بولس مؤسِّسة سينما لبنان ومسرحي مونو وبيريت، والممثلة اللبنانية وفاء طربيه.

## الدورات
أقيمت، منذ تأسيس المهرجان وحتى الآن، ست دورات من مهرجان بيروت الدولي لسينما المرأة، كانت أوّلها في عام 2016، وآخرها في عام 2023، ويوضّح الجدول التالي تاريخ دورات المهرجان:
| الدورة  | تاريخ الافتتاح       | تاريخ الاختتام       | المكان       | شعار الدورة           | عدد الأفلام المُشاركة                              | أبرز التكريمات        |
| ------- | -------------------- | -------------------- | ------------ | --------------------- | ------------------------------------------------- | --------------------- |
| الأولى  | 13 مارس (آذار) 2018  | 18 مارس (آذار) 2018  | كازينو لبنان | النساء من أجل التغيير | 55 فيلم                                           | إلهام شاهين، منى واصف |
| الثانية | 10 مارس (آذار) 2019  | 15 مارس (آذار) 2019  | كازينو لبنان |                       | 80 فيلم من 35 دولة                                | وفاء طربيه            |
| الثالثة |                      |                      |              |                       |                                                   |                       |
| الرابعة | 19 يوليو (تموز) 2021 | 23 يوليو (تموز) 2021 | سينما أبراج  |                       | 90 فيلم                                           |                       |
| الخامسة | 6 مارس (آذار) 2022   | 11 مارس (آذار) 2022  | كازينو لبنان | النساء من أجل القيادة | 51 فيلماً قصيراً و20 فيلماً روائياً طويلاً من 40 دولة. | تقلا شمعون            |
| السادسة | 5 مارس (آذار) 2023   |                      | كازينو لبنان | النساء من أجل القيادة | 74 فيلماً من 45 دولة                               | رندة كعدي             |